# Jasno pole
Jasno pole (bulgariska: Ясно поле) är ett distrikt i Bulgarien.   Det ligger i kommunen obsjtina Maritsa och regionen Plovdiv, i den centrala delen av landet, 140 km öster om huvudstaden Sofia.
Trakten runt Jasno pole består till största delen av jordbruksmark. Runt Jasno pole är det ganska tätbefolkat, med 104 invånare per kvadratkilometer.